# Antonio Ruiz Serrano
Antonio Ruiz Serrano (Argamasilla, 1945) va ser un activista polític, sindicalista i militant anitfranquista. Va ser regidor a l'Ajuntament de l'Hospitalet, del Partit dels Socialistes de Catalunya -PSC-, des de 1983 fins 1987.

## Biografia
Va néixer a Argamasilla de Calatrava el 1945. De molt jove, als 19 anys, emigrà a Alemanya on va contactar amb les organitzacions socialistes a l'exili i del sindicat UGT.
Va arribar al càrrec de secretari d'organització de les Juventudes Socialistas de España a la ciutat de Tolouse (França) el 1967 i el compaginà amb el de Secretari d'Organització de la Federació Catalana del PSOE a partir de 1970.

## Activivisme polític i social
Va tornar a Espanya i s'instal·là al barri de Gràcia (Barcelona) i des d'allí va establir contactes amb l'associacionisme veïnal dels barris de Sant Josep (1942) i Santa Eulàlia (1973) de l'Hospitalet de Llobregat. L'any 1973 va ser detingut juntament amb els membres de l'Assemblea de Catalunya. El 1975 va decidir militar al POUM (Partit Obrer d'Unificació Marxista) on va desenvolupar diferents càrrecs de direcció, però va reingressar al PSC en 1980.
Va estar un dels fundadors i portaveu del corrent Esquerra Socialista de Catalunya del PSC l'any 1981 .A partir de l'any 1983 va estar membre del Consell Nacional del PSC i va pertanye al Comité Federal entre els anys 1991 i 1994.
Va ser elegit regidor a l'Ajuntament de l'Hospitalet, del Partit dels Socialistes de Catalunya -PSC- desde 1983 fins 1987.
A l'Hospitalet va estar promotor l'any 1977 de l'entitat Aspanisse,(Asociación pro-disminuidos de Santa Eulàlia) i president d'Asprodis (Asociación pro-disminuidos del barri de Sanfeliu).